# ميكيل دي إيبالزا
ميكيل دي إيبالزا (1938 - 6 ديسمبر 2008) أكاديمي أسباني متخصص في الدراسات العربية والإسلامية.
ولد في باو بفرنسا عام 1938، وكان متخصصًا في المدجنون (سُمح للمسلمين بالبقاء في العوالم المسيحية لشبه الجزيرة الأيبيرية في العصور الوسطى) والموريسكوس (الذين تحولوا من الإسلام إلى المسيحية في نفس العصر). شجع العلاقات الجيدة بين دول البحر الأبيض المتوسط ودول شمال إفريقيا. كان يسوعيًا سابقًا وعمل في الجزائر وتونس.
كان أستاذاً للدراسات العربية والإسلامية في جامعة أليكانتي. في عام 2001 أكمل ترجمة للقرآن باللغة الكاتالونية بعنوان L'Alcorà. حصلت الترجمة على جائزة من مدينة برشلونة، وكان الفائز المشترك بالجائزة الوطنية للترجمة لعام 2002 جنبًا إلى جنب مع الهيليني كارلوس غارسيا غوال. كان أصله من الباسك ولغته الأم كانت الإسبانية.
كان متزوجا من ماريا خيسوس روبيرا ماتا زميلة في قسم جامعته. توفي عن عمر يناهز 70 عامًا بعد أشهر من تعرضه لحادث مروري خطير في مايو 2008.